# Aéroport de Gia Lâm
L'aéroport de Gia Lâm (en vietnamien sân bay Gia Lâm) (code OACI : VVGL), situé dans le district de Gia Lâm, à quelques kilomètres au nord-est de Hanoï, est depuis sa construction par les Français l'aéroport militaire de la capitale. Toutefois, vu sa proximité du centre de Hanoï (une dizaine de minutes en bus), il est prévu d'en transformer une partie en aéroport civil d'une capacité de 150 000 passagers en 2015 et 300 000 en 2025[réf. nécessaire]. Il sera réservé aux lignes intérieures et aux compagnies à tarifs réduits.

## Histoire
L'aéroport de Gia Lâm était l'un des trois aérodromes tenus par l'armée japonaise selon l'accord de non-belligérance du 22 septembre 1940 signé par le général Martin représentant les autorités coloniales françaises et le général japonais Nishiara.